# إيف بلامب
إيف بلامب (بالإنجليزية: Eve Plumb) هي رسامة وممثلة أمريكية، ولدت في 29 أبريل 1958 في الولايات المتحدة.

## أعمال

### أفلام
- (2013) خراب أزرق[4]

## وصلات خارجية
- إيف بلامب على موقع IMDb (الإنجليزية)
- إيف بلامب على موقع ألو سيني (الفرنسية)
- إيف بلامب على موقع أول موفي (الإنجليزية)
- إيف بلامب على موقع قاعدة بيانات الأفلام السويدية (السويدية)
- إيف بلامب على موقع إن إن دي بي (الإنجليزية)
- إيف بلامب على موقع قاعدة بيانات الفيلم (الإنجليزية)
- إيف بلامب على موقع كينوبويسك (الروسية)